# Булановка (приток Туросны)
Була́новка — река в Калужской области России.
Протекает по территории Мосальского и Юхновского районов. Устье реки находится в 5 км по правому берегу реки Туросны. Длина реки составляет 12 км.

## Данные водного реестра
По данным государственного водного реестра России относится к Окскому бассейновому округу, водохозяйственный участок реки — Угра от истока и до устья, речной подбассейн реки — Бассейны притоков Оки до впадения Мокши. Речной бассейн реки — Ока.
Код объекта в государственном водном реестре — 09010100412110000021221.